# Pteronymia splendida
Pteronymia splendida är en fjärilsart som beskrevs av Richard Haensch 1905. Pteronymia splendida ingår i släktet Pteronymia och familjen praktfjärilar. Inga underarter finns listade.

## Bildgalleri

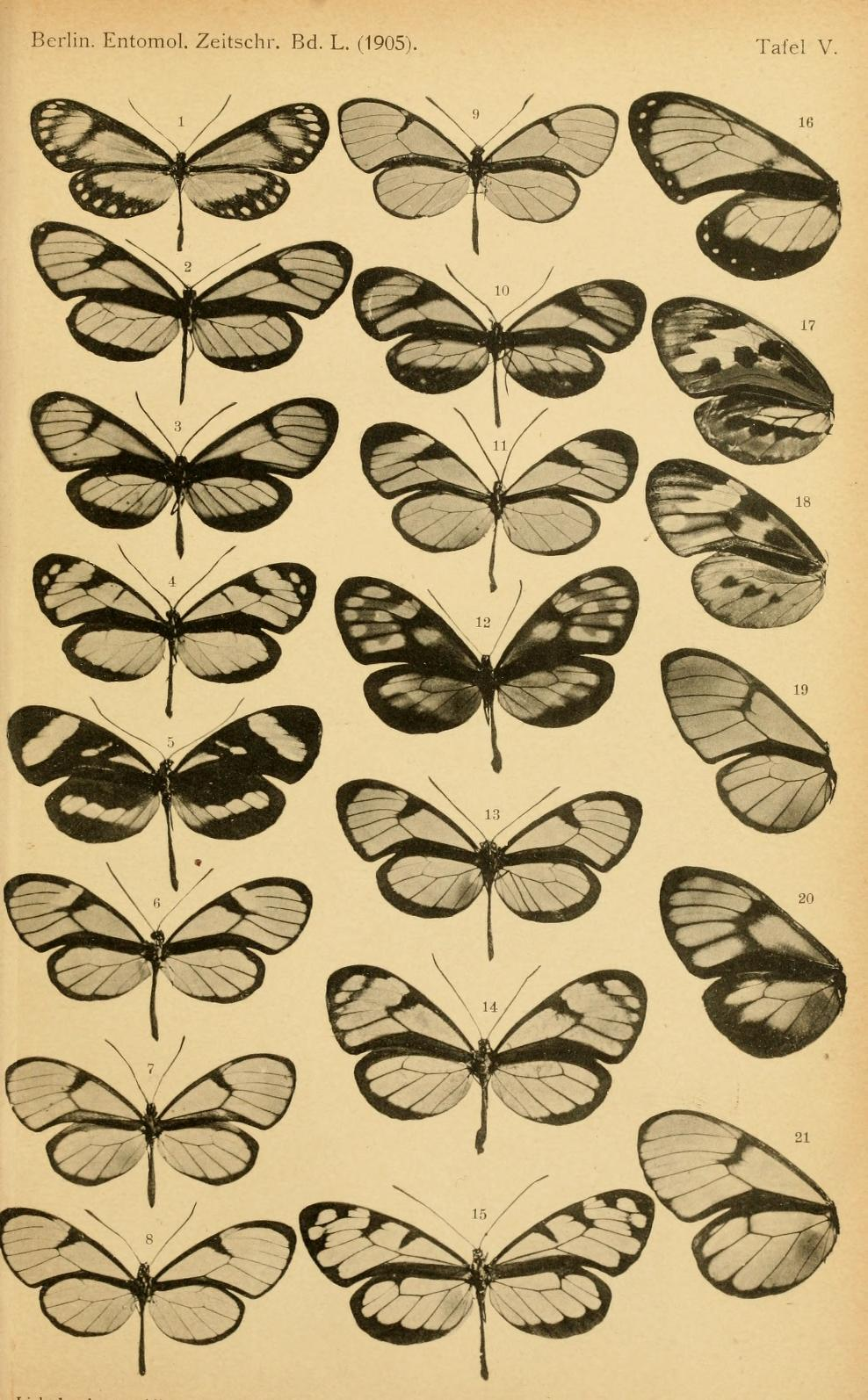